# César Cortés
César Alexis Cortés Pinto (Iquique, I Región de Tarapacá, Chile, 9 de enero de 1984) es un exfutbolista chileno. Jugaba de mediocampista y su último club fue Magallanes de la Primera División de Chile.

## Trayectoria
Emigró a los ocho años a la Región de Coquimbo donde pasaría a formar parte de las divisiones inferiores de Deportes La Serena donde sería visto en un torneo por la Universidad Católica pasando a su cantera durante 1998. Para la Liguilla Pre-Sudamericana 2003 daría el salto al primer equipo debutando frente a Unión La Calera. Al tener pocas oportunidades en el plantel de honor sería enviado a préstamo a Deportes Puerto Montt para así ganar experiencia.
Con los salmoneros lograría ser una de las figuras del equipo lo que le valdría el regreso a su club formador donde sería parte del campeonato obtenido durante el Clausura 2005. Con pocas oportunidades en los cruzados nuevamente volvería a Deportes Puerto Montt pero solo por un torneo. A mediados de 2006 daría el salto al fútbol español fichando por el Albacete de la Segunda División de España donde no lograría consolidarse por lo que cumplida una temporada y media rescendiría su contrato para volver a Chile, esta vez fichando por Huachipato.
En el club acerero sería pieza importante del equipo durante dos años, ya para 2010 ficharía por Everton donde estaría poco tiempo porque tendría un breve paso por el fútbol polaco regresando aquel mismo año al cuadro viñamarino con el que descendería a la Primera B. Pese al mal desempeño de su club, se mantendría jugando en primera volviendo a Huachipato donde en su segunda temporada sería pieza fundamental del título obtenido lo que le valdría llegar a la Universidad de Chile.
Su paso por los azules estuvo marcado por la irregularidad pese a conseguir tres títulos con ellos, finalizado su tiempo en los universitarios ficharía por Palestino donde volvería a retomar su nivel y sería incluso capitán del equipo. Luego de una temporada con los árabes pasaría a uno de sus rivales, el Audax Italiano, permaneciendo por dos torneos que estarían marcados por una lesión.
Para el Transición 2017 ficharía por el Santiago Wanderers a pedido del director técnico Nicolás Córdova quien lo dirigiera en Palestino convirtiéndose en una de las figuras del equipo porteño lo que lo llevaría ser pieza clave en la obtención de la Copa Chile 2017.
Luego de que el club descendiera a la B el "Chester" quedó libre. El 10 de enero de 2018 se confirma su vuelta a Palestino.
Luego de 3 años en Palestino, César ficha por Magallanes para el campeonato de Primera B de 2022. 
Tras 20 de años de carrera en el fútbol profesional, el 16 de marzo del 2023, anunció su retirada deportiva, finalizando con un último partido ante Universidad Católica que acabó en empate 1 a 1.

## Selección nacional
Fue parte de la Selección de fútbol sub-17 de Chile que disputó el Campeonato Sudamericano Sub-17 de 2001 donde no pasarían la primera fase. 
Años más tarde, en 2012, comenzaría a ser parte de la selección adulta participando en partidos amistosos, siendo el primero de ellos frente a Ecuador al ingresar al campo a los sesenta y siete minutos en reemplazo de Eugenio Mena siendo este su debut.

### Partidos internacionales
| Partidos internacionales | Partidos internacionales | Partidos internacionales                                           | Partidos internacionales | Partidos internacionales | Partidos internacionales | Partidos internacionales | Partidos internacionales | Partidos internacionales |
| N.º                      | Fecha                    | Estadio                                                            | Local                    | Resultado                | Visitante                | Goles                    | DT                       | Competición              |
| ------------------------ | ------------------------ | ------------------------------------------------------------------ | ------------------------ | ------------------------ | ------------------------ | ------------------------ | ------------------------ | ------------------------ |
| 1                        | 15 de agosto de 2012     | Citi Field, Nueva York, Estados Unidos                             | Ecuador                  | 3-0                      | Chile                    |                          | Claudio Borghi           | Amistoso                 |
| 2                        | 15 de enero de 2013      | Estadio La Portada, La Serena, Chile                               | Chile                    | 2-1                      | Senegal                  |                          | Jorge Sampaoli           | Amistoso                 |
| 3                        | 19 de enero de 2013      | Estadio Municipal Alcaldesa Ester Roa Rebolledo, Concepción, Chile | Chile                    | 3-0                      | Haití                    |                          | Jorge Sampaoli           | Amistoso                 |
| 4                        | 24 de abril de 2013      | Estadio Mineirão, Belo Horizonte, Brasil                           | Brasil                   | 2-2                      | Chile                    |                          | Jorge Sampaoli           | Amistoso                 |
| Total                    | Total                    | Total                                                              | Presencias               | 4                        | Goles                    | 0                        |                          |                          |

| Selección chilena | Selección chilena | Selección chilena | Selección chilena |
| Año               | Partidos          | Goles             | Asistencias       |
| ----------------- | ----------------- | ----------------- | ----------------- |
| 2012              | 1                 | 0                 | 0                 |
| 2013              | 3                 | 0                 | 3                 |
| Total             | 4                 | 0                 | 3                 |

## Estadísticas

### Clubes
| Club | Div           | Temporada     | Liga  | Liga  | Liga   | Copas nacionales(1) | Copas nacionales(1) | Copas nacionales(1) | Torneos internacionales(2) | Torneos internacionales(2) | Torneos internacionales(2) | Total | Total | Total  |
| Club | Div           | Temporada     | Part. | Goles | Asist. | Part.               | Goles               | Asist.              | Part.                      | Goles                      | Asist.                     | Part. | Goles | Asist. |
| --- | ------------- | ------------- | ----- | ----- | ------ | ------------------- | ------------------- | ------------------- | -------------------------- | -------------------------- | -------------------------- | ----- | ----- | ------ |
| Universidad Católica · Chile | 1.ª           | 2003          | —     | —     | —      | 2                   | 0                   | 0                   | —                          | —                          | —                          | 2     | 0     | 0      |
| Deportes Puerto Montt · Chile | 1.ª           | 2004          | 34    | 12    | 1      | —                   | —                   | —                   | —                          | —                          | —                          | 34    | 12    | 1      |
| Universidad Católica · Chile | 1.ª           | 2005          | 8     | 1     | 0      | —                   | —                   | —                   | —                          | —                          | —                          | 8     | 1     | 0      |
| Universidad Católica · Chile | Total club    | Total club    | 8     | 1     | 0      | 2                   | 0                   | 0                   | 0                          | 0                          | 0                          | 10    | 1     | 0      |
| Deportes Puerto Montt · Chile | 1.ª           | 2006          | 9     | 2     | 1      | —                   | —                   | —                   | —                          | —                          | —                          | 9     | 2     | 1      |
| Deportes Puerto Montt · Chile | Total club    | Total club    | 43    | 14    | 2      | 0                   | 0                   | 0                   | 0                          | 0                          | 0                          | 43    | 14    | 2      |
| Albacete · España | 2.ª           | 2006-07       | 6     | 0     | 0      | 1                   | 0                   | 0                   | —                          | —                          | —                          | 7     | 0     | 0      |
| Albacete · España | 2.ª           | 2007-08       | 3     | 0     | 0      | —                   | —                   | —                   | —                          | —                          | —                          | 3     | 0     | 0      |
| Albacete · España | Total club    | Total club    | 9     | 0     | 0      | 1                   | 0                   | 0                   | 0                          | 0                          | 0                          | 10    | 0     | 0      |
| Huachipato · Chile | 1.ª           | 2008          | 37    | 8     | 6      | 1                   | 1                   | 0                   | —                          | —                          | —                          | 38    | 9     | 6      |
| Huachipato · Chile | 1.ª           | 2009          | 31    | 8     | 5      | 2                   | 0                   | 0                   | —                          | —                          | —                          | 33    | 8     | 5      |
| Polonia Warszawa · Polonia | 1.ª           | 2009-10       | 4     | 0     | 0      | —                   | —                   | —                   | —                          | —                          | —                          | 4     | 0     | 0      |
| Polonia Warszawa · Polonia | Total club    | Total club    | 4     | 0     | 0      | 0                   | 0                   | 0                   | 0                          | 0                          | 0                          | 4     | 0     | 0      |
| Everton · Chile | 1.ª           | 2010          | 24    | 5     | 5      | —                   | —                   | —                   | —                          | —                          | —                          | 24    | 5     | 5      |
| Everton · Chile | Total club    | Total club    | 24    | 5     | 5      | 0                   | 0                   | 0                   | 0                          | 0                          | 0                          | 24    | 5     | 5      |
| Huachipato · Chile | 1.ª           | 2011          | 34    | 7     | 6      | 7                   | 4                   | 2                   | —                          | —                          | —                          | 41    | 11    | 8      |
| Huachipato · Chile | 1.ª           | 2012          | 37    | 9     | 10     | 5                   | 2                   | 0                   | —                          | —                          | —                          | 42    | 11    | 10     |
| Huachipato · Chile | Total club    | Total club    | 139   | 32    | 27     | 15                  | 7                   | 2                   | 0                          | 0                          | 0                          | 154   | 39    | 29     |
| Universidad de Chile · Chile | 1.ª           | 2013          | 13    | 3     | 2      | 3                   | 2                   | 0                   | 5                          | 1                          | 0                          | 21    | 6     | 2      |
| Universidad de Chile · Chile | 1.ª           | 2013-14       | 15    | 0     | 1      | 6                   | 0                   | 0                   | 5                          | 0                          | 0                          | 26    | 0     | 1      |
| Universidad de Chile · Chile | 1.ª           | 2014-15       | 15    | 1     | 4      | 3                   | 1                   | 0                   | 4                          | 0                          | 1                          | 22    | 2     | 5      |
| Universidad de Chile · Chile | Total club    | Total club    | 43    | 4     | 7      | 12                  | 3                   | 0                   | 14                         | 1                          | 1                          | 69    | 8     | 8      |
| Palestino · Chile | 1.ª           | 2015-16       | 33    | 8     | 9      | 4                   | 0                   | 2                   | —                          | —                          | —                          | 37    | 8     | 11     |
| Audax Italiano · Chile | 1.ª           | 2016-17       | 17    | 2     | 1      | 3                   | 0                   | 0                   | —                          | —                          | —                          | 20    | 2     | 1      |
| Audax Italiano · Chile | Total club    | Total club    | 17    | 2     | 1      | 3                   | 0                   | 0                   | 0                          | 0                          | 0                          | 20    | 2     | 1      |
| Santiago Wanderers · Chile | 1.ª           | 2017          | 15    | 3     | 1      | 9                   | 0                   | 3                   | —                          | —                          | —                          | 24    | 3     | 4      |
| Santiago Wanderers · Chile | Total club    | Total club    | 15    | 3     | 1      | 9                   | 0                   | 3                   | 0                          | 0                          | 0                          | 24    | 3     | 4      |
| Palestino · Chile | 1.ª           | 2018          | 25    | 0     | 3      | 10                  | 2                   | 2                   | —                          | —                          | —                          | 35    | 2     | 5      |
| Palestino · Chile | 1.ª           | 2019          | 19    | 1     | 1      | 3                   | 0                   | 0                   | 12                         | 1                          | 2                          | 34    | 2     | 3      |
| Palestino · Chile | 1.ª           | 2020          | 32    | 1     | 3      | —                   | —                   | —                   | 4                          | 0                          | 2                          | 36    | 1     | 5      |
| Palestino · Chile | 1.ª           | 2021          | 26    | 2     | 1      | 5                   | 1                   | 0                   | 8                          | 0                          | 0                          | 39    | 3     | 1      |
| Palestino · Chile | Total club    | Total club    | 135   | 12    | 17     | 22                  | 3                   | 4                   | 24                         | 1                          | 4                          | 181   | 16    | 25     |
| Magallanes · Chile | 2.ª           | 2022          | 29    | 12    | 9      | 9                   | 2                   | 2                   | —                          | —                          | —                          | 38    | 14    | 11     |
| Magallanes · Chile | 1.ª           | 2023          | 6     | 0     | 0      | 1                   | 0                   | 0                   | 2                          | 0                          | 0                          | 9     | 0     | 0      |
| Magallanes · Chile | Total club    | Total club    | 35    | 12    | 9      | 10                  | 2                   | 2                   | 2                          | 0                          | 0                          | 47    | 14    | 11     |
| Total carrera | Total carrera | Total carrera | 467   | 85    | 69     | 74                  | 15                  | 11                  | 40                         | 2                          | 5                          | 580   | 102   | 85     |
| (1) Incluye datos de Liguilla Pre-Sudamericana, Copa del Rey, Copa Chile y Supercopa de Chile. (2) Incluye datos de Copa Libertadores y Copa Sudamericana. |               |               |       |       |        |                     |                     |                     |                            |                            |                            |       |       |        |

## Palmarés

### Títulos nacionales
| Título             | Equipo                    | País  | Año     |
| ------------------ | ------------------------- | ----- | ------- |
| Primera División   | C.D. Universidad Católica | Chile | 2005-C  |
| Primera División   | C.D. Huachipato           | Chile | 2012-C  |
| Copa Chile         | Universidad de Chile      | Chile | 2012-13 |
| Primera División   | Universidad de Chile      | Chile | 2014-A  |
| Copa Chile         | C.D. Santiago Wanderers   | Chile | 2017    |
| Copa Chile         | C.D. Palestino            | Chile | 2018    |
| Primera B          | Magallanes                | Chile | 2022    |
| Copa Chile         | Magallanes                | Chile | 2022    |
| Supercopa de Chile | Magallanes                | Chile | 2023    |

### Distinciones individuales
| Distinción                                      | Año  |
| ----------------------------------------------- | ---- |
| Medalla Cruce de Los Andes                      | 2017 |
| Mejor jugador del Ascenso en la Gala Crack Easy | 2022 |